# Xisto Guzzi
Xisto Guzzi (Franca, 23 de junho de 1909 — Rio de Janeiro, 5 de junho de 1994) foi um ator brasileiro.
Era filho de Ângelo e Virgínia Guzzi, imigrantes italianos. Ainda jovem, a convite de um amigo de infância, Vicente Leporace, participou de um concurso para locutor de rádio e foi aprovado. Então levou o amigo, para juntos dividirem a programação do dia e da noite. Mais tarde junto com o amigo foi trabalhar em Santos, na época áurea dos cafés e cassinos. Além da longa carreira como locutor, participou de programas humorísticos na Rádio Atlântica de Santos. Ai veio para São Paulo e fez parte da "Caravana da Alegria", com Paulo Leblon e Caldeira Filho. A seguir foi contratado pelas Emissoras Associadas, onde ficou por cerca de 40 anos. Era locutor, radiator e humorista. Era produtor do programa ”Marmelandia”, escrito por Max Nunes. Na “Escolinha do Ciccilo”, interpretava Mr.Polish, um americano muito engraçado, cuja entrada musical característica do personagem, fazia muito sucesso.Com a inauguração do Televisão, além de rádio, atuava no teleteatro, fazendo novelas. Fez:”O Segredo de Laura” e várias outras, como: “O Preço de um Vida”, “A Outra”, “O Mestiço”, “ O Direiro de Nascer”, onde interpretava o médico, tipo de papel que várias vezes recebeu. E, como curiosidade, era a profissão que teria seguido, se não fosse ator. Fez cinema. Partitipou do filme: “O Sobrado”. Aos 65 anos, em 1974, aposentou-se, deixando inúmeros fãs e amigos. Na mesma ocasião perdeu sua mulher Lila, com quem havia se casado ainda em Santos. Posteriormente foi morar no Rio de Janeiro, onde permaneceu até sua morte, em 1994. Xisto Guzzi deixou 3 filhos: Ubirajara, Ubiratan e Jussara.

## Carreira

### Na televisão
- 1971 - A Fábrica .... Alfredinho
- 1969 - Nino, o Italianinho .... Pedro
- 1968 - Antônio Maria
- 1967 - Yoshico, um Poema de Amor
- 1966 - Somos Todos Irmãos .... Barão Krischiberg
- 1965 - O Pecado de Cada Um .... Augusto
- 1965 - A Outra .... Santana
- 1965 - Olhos que Amei .... Nahor
- 1965 - O Mestiço .... Onofre
- 1965 - Teresa .... Fabiano
- 1964 - O Segredo de Laura
- 1964 - A Gata
- 1962 - A Estranha Clementine
- 1962 - A Noite Eterna
- 1959 - TV de Vanguarda
  - Uma Rua Chamada Pecado
  - Eugenia Grandet
  - A Janela
  - O Comediante .... Will C. Brown
  - O Preço da Glória .... Comandante
- 1958 - Os Miseráveis .... Juiz
- 1958 - TV Teatro
  - Pode-se Tip Tap de Patins
  - O Príncipe Encantado
- 1958 - TV de Comédia
  - Vá com Deus
- 1958 - Marcelino, Pão e Vinho
- 1958 - Sublime Obsessão
- 1957 - Seu Genaro
- 1956 - Douglas Red
- 1956 - Uma História de Ballet
- 1956 - Conde de Monte Cristo .... Morrel
- 1954 - As Aventuras de Red Ringo .... Xerife
- 1954 - Sangue na Terra .... Delegado

### No cinema
- 1971 - Diabólicos Herdeiros
- 1968 - O Pequeno Mundo de Marcos
- 1965 - Quatro Brasileiros em Paris
- 1965 - O Homem das Encrencas
- 1962 - O Rei Pelé
- 1956 - O Sobrado